# Кинич-Татбу-Холь II
Кинич-Татбу-Холь II — правитель Пачанского царства со столицей в Яшчилане.

## Биография
Кинич-Татбу-Холь II является преемником Хой-Балама I, воцарившись 9.4.11.8.16, 2 Kib 19 Pax (13 февраля 526 года). Он является сыном Яшун-Балама II. Также, он известен созданием четырёх притолок.
После войны с Йокибом он переходит на сторону Мутульского царства.
Между 526 и 537 годами он захватывает в плен родственников царей Лакамтуна и Аке.
Во время своего правления он полностью освободился от влияния Йокиба. 9.5.2.10.6, 1 Kimi 14 Muwan (16 января 537 года) он захватывает в плен Навакаль-Типина, человека из рода царя Канульского царства (которое являлось союзником союзника Йокиба) Тун-Каб-Хиша.
Деятельность Кинич-Татбу-Холя II после 537 года неизвестна. Его преемником стал Хой-Балам II.